# 幽霊 (江戸川乱歩)
『幽霊』（ゆうれい）は、1925年（大正14年）に発表された江戸川乱歩の短編探偵小説。

## 概要
明智小五郎シリーズの4作目。博文館の探偵小説雑誌『新青年』の1925年5月号に掲載され、『心理試験』に始まる6ヶ月連続短編掲載の5作目にあたる。
自身の作品に厳しい評価を下す傾向が強い乱歩の解説は以下の通り。
「私が作家として出発したとき、「新青年」編集長の森下雨村さんが、六回連続の短篇を書かせてくださった中の一篇である。その連続短篇は『D坂の殺人事件』『心理試験』『黒手組』『赤い部屋』『幽霊』『白昼夢』『屋根裏の散歩者』とつづいたのだが、『幽霊』はその中で最もつまらない作品であった。」「5作目『幽霊』は自ら愚作、駄作と呼ぶほどの出来で書く気力を失ってしまった。」

## あらすじ
平田氏のもとに、彼に付きまとっていた辻堂老人が死亡したという知らせが届く。しかし、その後に平田氏のもとに死んだはずの辻堂老人からの手紙が届き、辻堂の姿がたびたび目撃される。辻堂の戸籍謄本を取り寄せてまで確認するが、確かに死亡と記載されていた。平田氏は、次第にその「幽霊」の影に怯えるようになる。
家族に勧められるままに静養することにし、海岸に立地する旅館へ保養に出かける。しかし、海岸を散歩中についに辻堂が現れた。慌てて逃げたために躓いて倒れてしまうが、ひとりの青年に助けられた。
数日後、青年が平田氏を訪ねてきて、生きている辻堂の身柄を確保したと言う。辻堂は屋敷近くの郵便局で配達夫をしていたので、平田氏がらみの書簡を開封していた。戸籍謄本のすり替えや、保養地の住所を調べるのも簡単だったのだ。青年は懐から一通の戸籍謄本を取出すと、平田氏の前にさし置いた。そこには辻堂の名前が書いてあるが、死亡の字は書いてなかった。こうして平田氏の交友録に、素人探偵明智小五郎の名前が書き加えられた。

## 主要登場人物
平田氏
実業家。辻堂老人に恨みを買い、命を狙われていた。
辻堂
平田氏を深く恨んでいる老人。平田氏の命を狙っていたが病死した。
明智小五郎
素人探偵。物語の最後に名前が判明する。

## 収録作品
- 光文社文庫『江戸川乱歩全集第1巻 屋根裏の散歩者』（2004年）